# رگرسیون بندبندی
رگرسیون بندبندی (به انگلیسی: Segmented regression)، که به‌عنوان رگرسیون تکه‌ای (piecewise regression) یا رگرسیون چوب شکسته (broken-stick regression) نیز شناخته می‌شود، روشی در تحلیل رگرسیون است که در آن متغیر مستقل به بازه‌ها تقسیم می‌شود و یک پاره‌خط جداگانه برای هر بازه مناسب است. تجزیه و تحلیل رگرسیون بندبندی نیز می‌تواند روی داده‌های چندمتغیره با تقسیم‌بندی متغیرهای مستقل مختلف انجام شود. رگرسیون بندبندی زمانی مفید است که متغیرهای مستقل، که در گروه‌های مختلف خوشه‌بندی شده‌اند، روابط متفاوتی را بین متغیرها در این مناطق نشان دهند. مرزهای بین بخش‌ها نقاط شکست هستند.

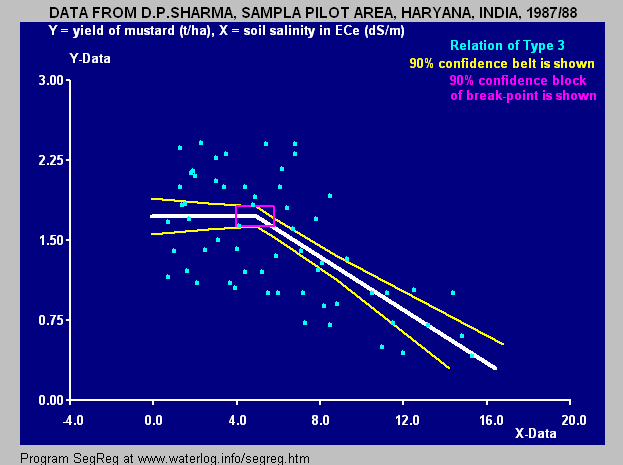
رگرسیون خطی بندبندی، نوع 3b